# Galloway ceinturée
La Galloway ceinturée (Belted Galloway) est une race bovine britannique.

## Origine
Écossaise issue d'une sélection de la Galloway, Cette race est originaire du sud-ouest de l'Écosse, dans le district de Galloway, sur les bords de la mer d'Irlande, pays accidenté et à climat rude. 

## Morphologie
Elle porte une robe noire ceinturée par une large bande blanche au niveau du ventre. Elle n'a pas de cornes. Son poids atteint 500 à 600 kg pour une taille réduite de 1,20 m.

## Aptitudes

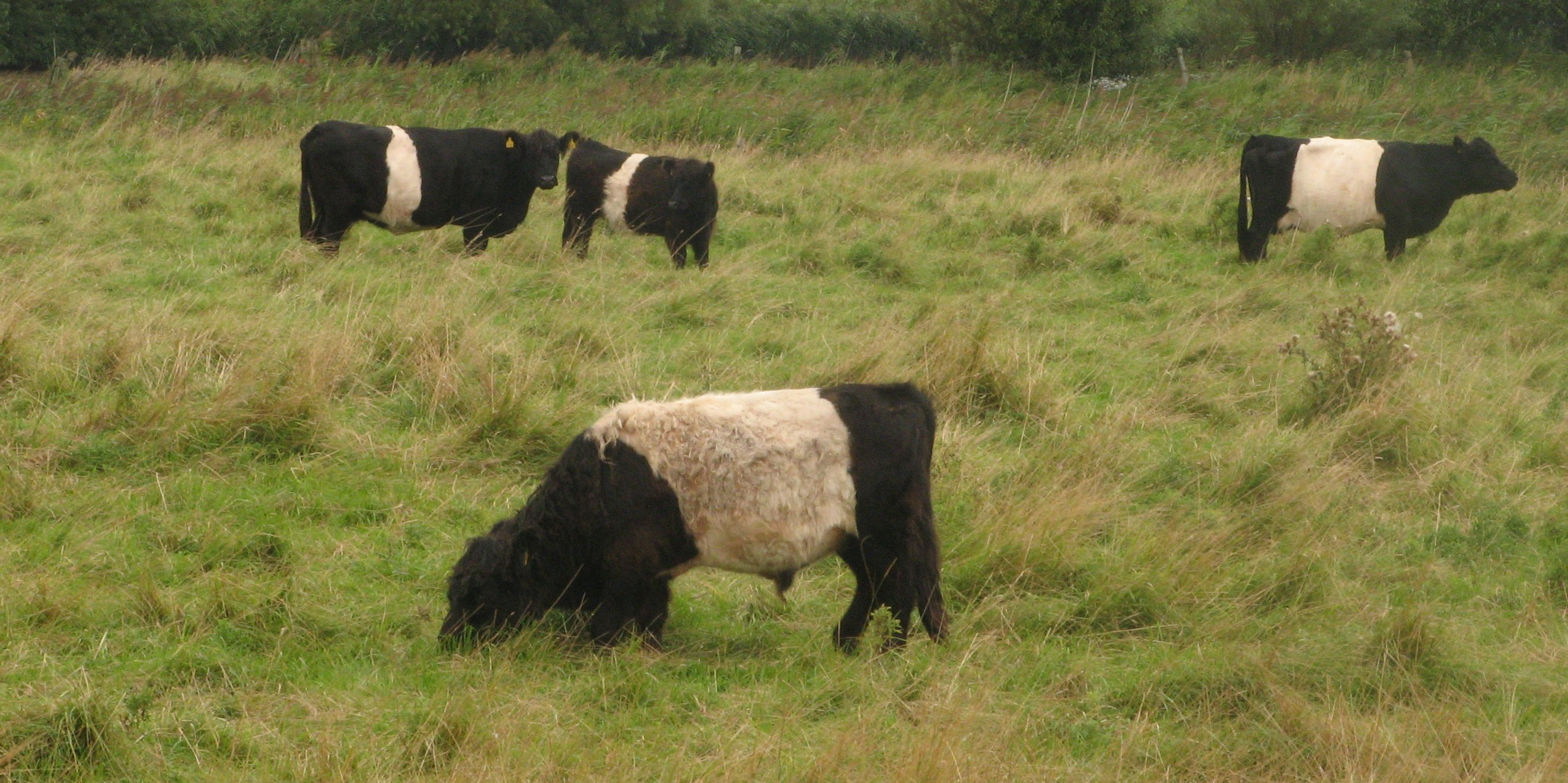
Troupeau belted galloway.

C'est une race bouchère. Elle est massive pour la production de carcasses bien remplies avec un pourcentage d'os faible. 
C'est une race rustique qui peut s'adapter aux climats rudes : le gouvernement américain a introduit cette race bovine en Alaska où elle fut exploitée pour la production de la viande; elle s'est montrée la plus apte à prospérer dans ce rude climat. 
La beauté de sa robe et sa taille réduite en font aussi une race élevée par des amateurs pour l'entretien d'un espace rural.